# Ulogastra colffsi
Ulogastra colffsi là một loài bọ cánh cứng trong họ Cerambycidae.